# Ford Windstar
La Ford Windstar est un véhicule automobile monospace du constructeur américain Ford.
Le Ford Windstar a été réceptionné et commercialisé en peu d'exemplaires pour le marché européen avec une réception européenne dit « type approval number » jusqu'en 2003. Il était le concurrent direct des Chrysler Grand Voyager et Renault Grand Espace en france et aux États-unis il était concurrent des Dodge Grand Caravan,Toyota Sienna et Honda Odyssey.

## Développement
En 1985, Ford a lancé le monospace Aerostar avec un certain succès; alors qu'il se vendait plus que le Chevrolet Astro/GMC Safari, le Volkswagen Vanagon et ses concurrents japonais, il est toujours resté à la deuxième place en termes de ventes dans le segment des monospaces. Pour mieux concurrencer Chrysler, Ford a décidé que son prochain monospace adopterait la même configuration à traction avant popularisée par Chrysler.
Portant le nom de code «WIN88», le développement du monospace à traction avant a commencé en 1988 avec une introduction prévue en 1993 (pour l'année modèle 1994). En 1989, le travail de conception était bien avancé, un thème de conception étant défini en décembre 1989. En 1990, le design extérieur du WIN88 de Camilo Pardo a été gelé pour une production prévue en 1993, les prototypes étant testés à partir de début 1991. Le 13 avril 1992, des marques ont été déposées pour le nom Windstar auprès de l'Office des brevets et des marques des États-Unis, et le développement s'est terminé en 1993,.
Bien que développé par la division des camions de Ford (les concepteurs de l'Aerostar et de l'Econoline/Club Wagon), le Windstar a été principalement conçu par une équipe d'ingénierie et de conception dirigée par des femmes. Destiné presque exclusivement à un usage familial, l'équipe de conception a envisagé des scénarios de conception du point de vue des femmes enceintes, des femmes portant des jupes et des talons hauts, et a adopté des caractéristiques de conception adaptées à la famille (porte-gobelets reconfigurables, commandes stéréo auxiliaires).

## Première génération (1994-1998)
Le Ford Windstar est sorti en mars 1994 en tant que modèle de 1995, précédant le lancement des monospaces Chrysler de troisième génération de plus d'un an, permettant à Ford de considérablement réduire les ventes de monospaces Chrysler. Alors que les gammes de modèles concurrents se comparaient à peu près les unes aux autres, le Windstar n'était vendu qu'en tant qu'équivalent des monospaces Chrysler "Grand" à empattement long, Lincoln-Mercury vendant le Mercury Villager plus petit et indépendant (développé conjointement avec Nissan).
Des années modèles 1995 à 1997, le Windstar était vendu en même temps que son prédécesseur le Ford Aerostar; initialement prévu pour l'arrêt après l'année modèle 1994, la demande continue des consommateurs et des concessionnaires pour l'Aerostar a conduit Ford à commercialiser les deux véhicules. Pour sa première année sur le marché, le prix du Windstar était supérieur à celui de l'Aerostar et du Mercury Villager. En 1997, cependant, le prix de base du Villager avait dépassé celui du Windstar de plusieurs centaines de dollars, et les modèles haut de gamme, Villager Nautica, étaient plus chers de 6 000 $ US.
Dans ce qui deviendra plus tard un faux pas de conception, cette génération de la gamme de modèles a été commercialisée sans porte coulissante côté conducteur, une caractéristique popularisée par l'introduction des monospaces Chrysler de troisième génération. Au cours de son développement, Ford a affirmé que ses groupes de discussion ne l'avaient pas identifié comme une caractéristique importante[réf. nécessaire]; auparavant, les fourgonnettes (de toutes tailles) avec une porte coulissante côté conducteur se vendaient mal aux États-Unis.
Le Windstar a été le premier monospace construit en Amérique du Nord à être exporté en Europe et vendu via le canal de vente officiel de Ford Europe. Il était inséré au-dessus du Ford Galaxy en taille et en niveau d'équipement. Le seul groupe motopropulseur était le moteur V6 de 3,0 L et une transmission automatique, sans moteur diesel ni transmission manuelle disponibles. Comme il n'était pas disponible sous forme de conduite à droite et avec porte coulissante à gauche, il n'était pas vendu au Royaume-Uni, en Irlande et dans d'autres pays avec conduite à gauche.

### Spécification du châssis
Le Ford Windstar de première génération porte le nom de code WIN88, partageant la plate-forme DN5 à traction avant avec les Ford Taurus et Mercury Sable de première génération. Utilisant un empattement de 120,7 pouces (près de 15 pouces de plus que la Taurus), le Windstar a remplacé la conception cadre-rail intégrée de l'Aerostar par une construction monocoque complète. La suspension avant utilisait des jambes de force MacPherson, tandis que la suspension arrière était un essieu à poutre utilisant des ressorts hélicoïdaux; la suspension pneumatique était une option.
Les freins avant étaient des disques, avec des freins à tambour arrière; le freinage antiblocage était standard. En 1996, les freins à disque aux quatre roues ont été introduits en option (lorsqu'ils sont commandés avec l'antipatinage ou la finition de remorquage). Contrairement à l'Aerostar, des roues de 15 pouces étaient montées sur la première génération du Windstar (à l'exception du Limited de 1998).

#### Groupe motopropulseur
Le Windstar partageait ses groupes motopropulseurs avec la Ford Taurus/Mercury Sable. Pour son lancement en 1995, le V6 de 3,8 L était le seul moteur, produisant 155 ch; en octobre 1995 un V6 de 3.0L produisant 150 ch a été introduit en tant que moteur standard. En 1996, le V6 de 3,8 L a vu sa puissance passer à 200 ch.

### Conception de la carrosserie
Pour concurrencer plus étroitement les monospaces Chrysler, les concepteurs de Ford sont passés d'une conception «monocorps» à une configuration «bicorps»; influencé quelque peu par le Mercury Villager, le Windstar avait un capot et un habitacle distincts. Comparé en taille aux monospaces Chrysler "Grand" à empattement long, le Windstar a reçu un empattement plus long que l'Aerostar et les monospaces Chrysler de deuxième et troisième génération; seule une version à empattement long était commercialisée.
Dans ce qui serait un aperçu de la Ford Taurus de 1996, le Windstar a été conçu avec une lunette arrière ovale, tout en adoptant plusieurs éléments de conception du Mercury Villager/Nissan Quest. Bien que beaucoup plus verticalement orienté, le tableau de bord incurvé du Windstar partage des influences de conception du tableau de bord à plusieurs niveaux utilisée par la Lincoln Mark VIII.
En 1996, du chrome a été ajouté aux moulures latérales (finition LX). En 1997, aucun changement extérieur n'a été apporté, le modèle de base étant rebaptisé 3.0L.

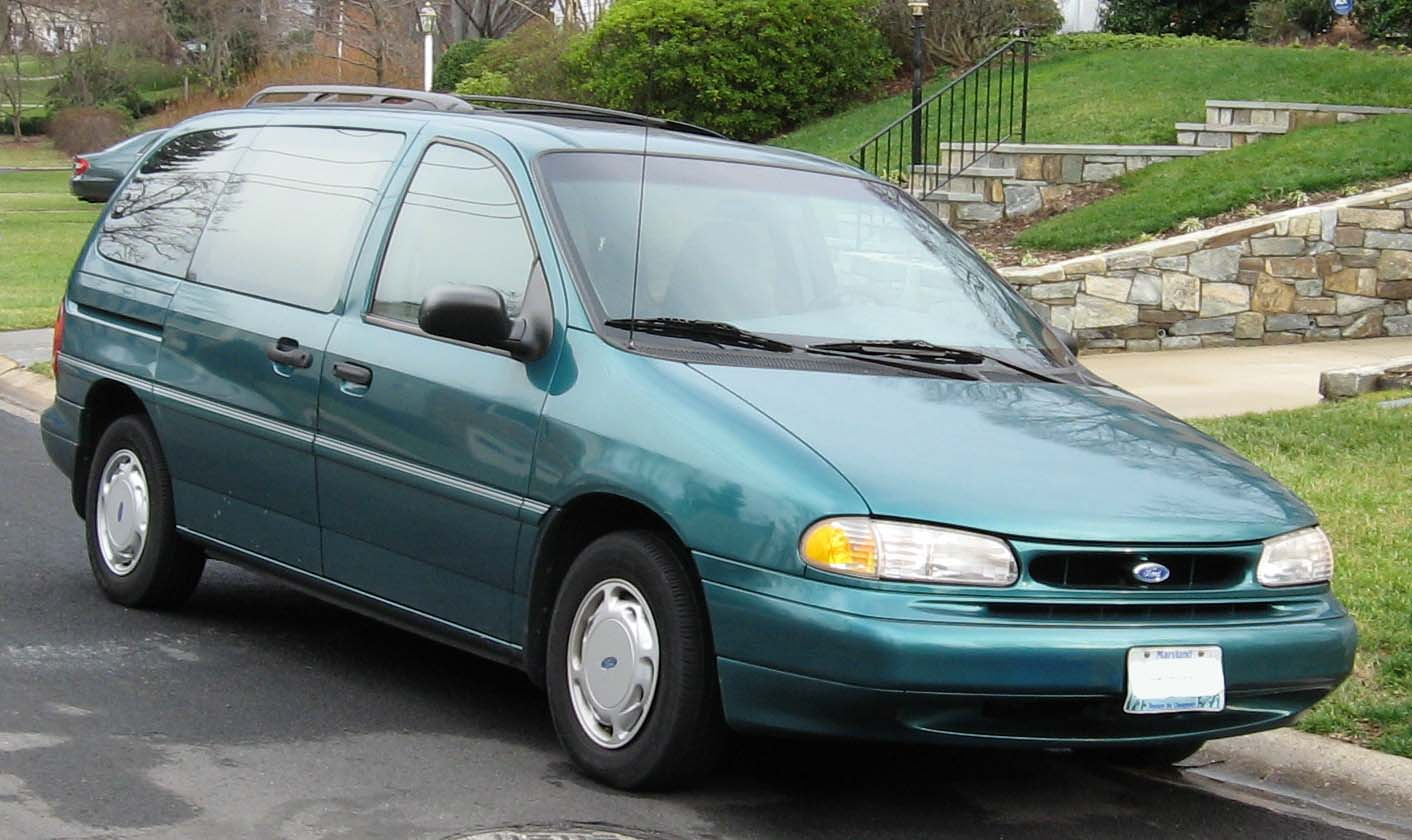
Ford Windstar de première génération (1995-1998)

#### Révision de 1998
Le Windstar de première génération a subi quelques révisions au cours de sa production. En 1996, du chrome a été ajouté aux moulures latérales (pour la finition LX). Après une année modèle 1997 raccourcie (d'octobre 1996 à janvier 1997), le Windstar de 1998 a été introduit. Coïncidant avec une révision de mi-cycle, pour concurrencer l'introduction des portes coulissantes côté conducteur, Ford a élargi la porte côté conducteur, l'appelant «King Door», et a ajouté un siège conducteur inclinable/coulissant en option.
Le carénage avant a subi un lifting, adoptant une calandre trapézoïdale et des phares redessinés (avec verres de clignotants ambrés); les phares antibrouillard optionnels ont été retirés de la prise inférieure de la calandre. L'arrière a subi de légères révisions, avec un badge de hayon révisé, avec un script de modèle plus grand et le centrage du logo Ovale Bleu de Ford sur le support de la plaque d'immatriculation). Sur tous les niveaux de finition, de nouveaux enjoliveurs et conceptions de jantes en alliage ont été introduits; les moulures latérales de la carrosserie ont été redessinées, les GL et LX partageant le même design.
L'intérieur a subi une révision mineure, coïncidant avec l'ajout du siège conducteur inclinable et coulissant; tandis que le tableau de bord est resté inchangé, des appuis-tête ont été ajoutés aux banquettes arrière (déjà sur les sièges arrière baquets). En grande partie pour compenser le retrait de l'Aerostar Eddie Bauer, une finition d'apparence "Northwoods" a été proposée pour les GL et LX, offrant des sièges en cuir (LX) ou en tissu/vinyle (GL), roues et porte-bagages dorés et un extérieur bicolore.

#### Caractéristiques
Tout en adoptant une conception à traction avant similaire aux monospaces Chrysler, le Windstar a adopté plusieurs caractéristiques de conception des Ford Aerostar et Mercury Villager, y compris les commandes audio aux sièges arrière, climatisation à l'arrière et sièges baquets au milieu de la rangée; un tableau de bord numérique était couplé à un ordinateur de bord, phares automatiques et un rétroviseur à atténuation automatique. Partagée avec les berlines de Ford, le Windstar offrait un système d'entrée sans clé (utilisant un clavier monté sur la porte) ainsi qu'un système d'alarme.
Contrairement à son absence de porte coulissante côté conducteur, le Windstar a introduit plusieurs fonctionnalités dans le segment des monospaces, notamment une commande de verrouillage de porte depuis la porte arrière et un rétroviseur grand angle dans la console au pavillon permettant une vue sur l'habitacle arrière.

### Finition
Dans la lignée de l'Aerostar et de l'Econoline/Club Wagon, le Windstar était vendu à la fois en tant que monospace pour passagers et fourgonnette pour cargaison. Au lieu d'utiliser la nomenclature XL/XLT utilisée par les pick-ups et fourgonnettes de Ford, le Windstar a adopté la nomenclature utilisée par la majorité de la gamme des modèles de voitures de Ford. Pour les ventes au détail, la finition de base du Windstar était la GL, avec le Windstar LX comme modèle phare.
En 1998, la finition Limited a été introduite, se distinguant par son extérieur monochrome et ses roues à cinq branches chromées de 16 pouces; des garnitures intérieures en bois ont été ajoutées. Situé au-dessus du LX et du Mercury Villager LS, le Windstar était proposé de série avec toutes les fonctionnalités optionnelles du LX.
- Cargo Van (1995-1998)
- Windstar (1996)
- Windstar 3.0L (1997-1998) remplace le modèle de base sans nom et inclus : 7 sièges passagers, sièges baquets avant en tissu, pneus toutes saisons avec enjoliveurs de 15", climatisation, serrures électriques, vitres électriques avec vitre latérale conducteur automatique, rétroviseurs électriques et une radio AM/FM avec quatre haut-parleurs.
- Windstar GL (1995-1998) ajoute : Moteur V6 de 3,8 L, pneus toutes saisons avec enjoliveurs de 15" ou jantes en alliage de 15" en option, siège conducteur manuel, volant avec commande de vitesse/d'inclinaison et une radio AM/FM avec quatre haut-parleurs. La finition 473A ajoute climatisation haute capacité avec chauffage d'appoint, console au pavillon, vitres teintées et un porte-bagages.
- Windstar LX (1995-1998) ajoute : Peinture bicolore, bac de rangement à l'arrière, jantes en alliage coulé de 15", phares pour flaque d'eau, tachymètre, sièges avant réglables avec siège conducteur coulissant à réglage électrique, une radio AM/FM avec lecteur cassettes et quatre haut-parleurs et une poche pour une carte derrière le siège passager.
- Windstar Limited (1998) ajoute : Phares antibrouillard avant, jantes en fonte d'aluminium de 16", climatiseur et chauffage arrière haute capacité, phares automatiques, rétroviseurs à atténuation automatique, console au pavillon, sièges en cuir, entrée sans clé, alarme de sécurité, une chaîne stéréo AM/FM haut de gamme avec lecteur cassettes et quatre haut-parleurs et commandes audio à la deuxième rangée avec prises pour casque.

### Sécurité
Le Ford Windstar de 1995-1998, qui a été testé en tant que modèle de 1995, a reçu une note «Bien» (5 étoiles)) de l'IIHS dans toutes les résultats, dans lequel le conducteur survit à l'accident sans aucune blessure.

### Ventes
| Année civile | Ventes américaines totales |
| ------------ | -------------------------- |
| 1995         | 222,147                    |
| 1996         | 209,033                    |
| 1997         | 205,356                    |
| 1998         | 190,173                    |

### Problèmes
Pendant et après sa production, cette génération de Windstar serait connue pour plusieurs problèmes de fiabilité notables. Le moteur V6 Essex de 3,8 L des modèles de 1995 était sensible à la défaillance du joint de culasse, comme c'était le cas dans ses compagnons, les Taurus et Sable. Cependant, le problème du a été exacerbé dans le Windstar avec un compartiment moteur plus étroit et des charges plus élevées, le monospace pesant 700 livres de plus. En réponse, Ford a étendu la garantie sur le joint de culasse à 100 000 miles sur la plupart des Windstar avec ce moteur. Le moteur V6 Vulcan de 3,0 L n'était pas sensible à la défaillance du joint de culasse, car il s'agissait d'un moteur de conception complètement différente.
Le Windstar était associé à une boîte-pont AX4S, sujette aux défaillances internes. La transmission souffrait de fissures dans les pistons d'embrayage avant et arrière. Ces défaillances de transmission étaient plus sensibles avec le moteur de 3,8 L, car la transmission ne pouvait pas gérer le couple supplémentaire et le poids supplémentaire du véhicule.
Le Windstar a également été en proie à divers problèmes de suspension. Les ressorts avant étaient susceptibles de se briser dans des marchés spécifiques où se produisaient un froid extrême et une forte utilisation de sel pendant les mois d'hiver.

## Deuxième génération (1998-2003)
Sorti à l'été 1998 en tant que modèle de début 1999, le Ford Windstar a fait l'objet d'une refonte complète. En tant que l'un des premiers véhicules de Ford Amérique du Nord à adopter le langage de style New Edge, la refonte s'est également distinguée par l'ajout d'une porte coulissante côté conducteur.
Tout en conservant des points communs mécaniques avec la Taurus/Sable, Ford a déplacé le Windstar vers une architecture de châssis dédiée, introduisant la plate-forme V de Ford. Plusieurs caractéristiques majeures ont fait leurs débuts, notamment des airbags latéraux montés dans les sièges avant dans les monospaces avec le VIN commençant par 2FMDA, des doubles portes coulissantes électriques et des capteurs arrière de marche arrière.

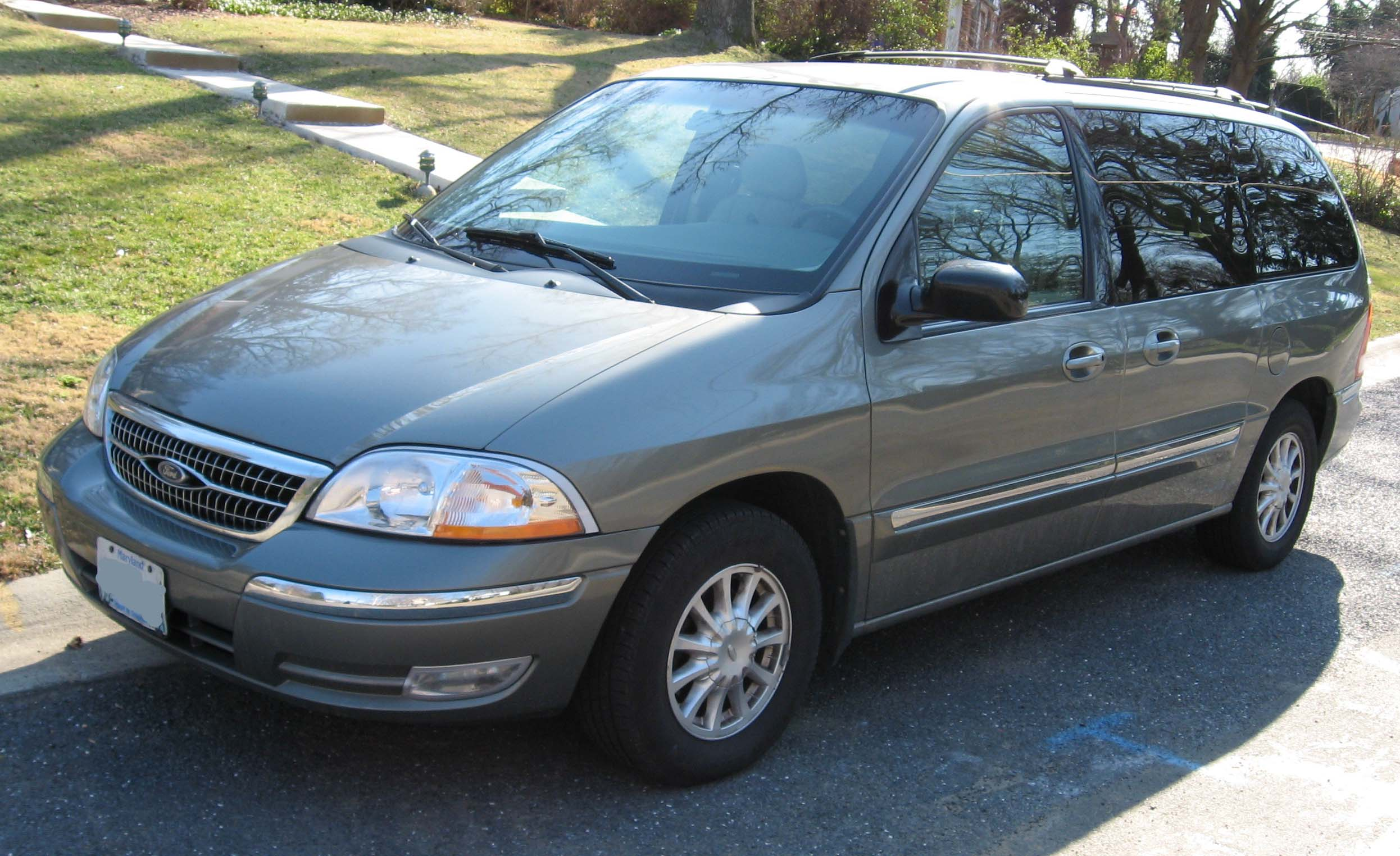
Ford Windstar de seconde génération (1999-2003)

### Changements d'année en année
- 2000 : Le modèle Limited est revenu en tant que modèle le plus luxueux. Un système de divertissement arrière basé sur un magnétoscope et doté d'un écran LCD rabattable était une nouvelle option dans les modèles SE, SEL et Limited.
- 2001 : De légères modifications esthétiques ont été apportées aux carénages avant et arrière en '01. Le LX est devenu le modèle de base et un nouveau modèle SE Sport a rejoint la gamme. Le moteur de 3,0 L avait disparu, laissant le moteur de 3,8 L comme seul choix de moteur. Les modèles avec sièges baquets à la 2e rangée ont désormais leur propre console centrale. Les airbags latéraux aux sièges avant sont devenus de série dans les Limited. La calandre chromée des modèles SE et SEL a été redessinée. Le volant a été mis à jour dans un style plus moderne, avec le logo Ovale Bleu de Ford placé au centre. La transmission a été mise à jour pour la 4F50N.
- 2002 : Les doubles portes coulissantes sont devenues la norme sur tous les modèles.

Le Windstar de 2002 était le monospace le plus fiable sur le marché dans l'enquête de fiabilité JD Powers après trois ans de service dans l'enquête de 2005. Le Windstar a battu le Toyota Sienna et l'Honda Odyssey pour ces honneurs.
- 2003 : La dernière année du Windstar; aucun changement majeur n'a été apporté en prévision d'une refonte en 2004. Dans une nouvelle stratégie marketing, la prochaine génération du Windstar, la troisième génération, a été rebaptisée Ford Freestar. Le dernier Ford Windstar a été produit le 25 juillet 2003.

### Niveaux de finition
En 1999, Ford a amorcé une modification des niveaux de finition que l'on verrait dans bon nombre de ses berlines du marché américain au cours des années 2000. À la place du GL, le LX était le nouveau modèle de base, le SE et le SEL faisant respectivement leurs débuts en tant que niveaux de finition les plus élevés.
Bien que toutes les versions du monospace Windstar étaient vendus avec 7 places assises, les Windstar à finition LX sont équipés de banquettes de 2e rangée; Les modèles SE et SEL sont équipés de sièges baquets à la 2e rangée.
- Cargo Van (1999-2003)
- Base (1999-2000) inclus : 7 places assises, climatisation manuel, rétroviseurs électriques, portes coulissante coter passager, serrures électriques et vitres avec vitre latérale du conducteur automatique, voyants "mode bébé endormi", serrures pour porte coulissante, roues en acier de 15" avec enjoliveurs et une chaîne stéréo AM/FM.
- LX (1999-2003) inclus : entrée sans clé, radio AM/FM avec lecteur cassettes, horloge et console au pavillon. LX Deluxe ajoute jantes alliage de 16", une climatisation auxiliaire avec commandes à l'arrière et pédales réglables,portes coulissantes des deux côter,
- SE (1999-2003) ajoute : Sièges en tissu, radio AM/FM premium avec lecteur cassettes (plus tard, un lecteur monodisque/cassette) et horloge et siège conducteur à 6 positions.
- SE Sport (2001-2003)
- SEL (1999-2003) ajoute : Phares automatiques, batterie de maintenance lourde, sièges en cuir, rétroviseur à atténuation automatique, centre de messagerie, pare-chocs bicolores et une chaîne stéréo AM/FM haut de gamme avec un lecteur monodisque/cassette.
- Limited (2000-2003) ajoute : Système de détection en marche arrière, système anti-vol, coussins gonflables latéraux, sièges en cuir haut de gamme, siège conducteur à mémoire, une radio AM/FM haut de gamme avec lecteur CD à 6 disques et horloge au tableau de bord, volant gainé de cuir, finition de remorquage, tapis de sol et rétroviseurs chauffants.

### Rappels

#### Essieu arrière
En août 2010, Ford a émis un rappel volontaire de 575 000 monospace Windstar pour des problèmes d'essieu arrière. Ce rappel fait suite à une enquête de la National Highway Traffic Safety Administration qui avait commencé en mai 2010. L'évaluation préliminaire de la NHTSA a indiqué que la conception de la poutre de l'essieu arrière, une conception en «U» inversé, semblait fournir un point de collecte pour le lisier routier. Dans les États qui utilisaient beaucoup de sel de voirie, la corrosion affaiblissait progressivement l'essieu jusqu'à ce qu'il se brise. Les États couverts par le rappel étaient le Connecticut, le Delaware, l'Illinois, l'Indiana, l'Iowa, le Kentucky, Le Maine, le Maryland, la Massachusetts, le Michigan, le Minnesota, le Missouri, le New Hampshire, le New Jersey, l'État de New York, l'Ohio, la Pennsylvanie, le Rhode Island, l'Utah, le Vermont, la Virginie Occidentale et le Wisconsin, ainsi que Washington D.C. En mai 2012, 27 000 monospaces de Virginie ont été ajoutés au rappel d'essieux, portant le total global à plus de 600 000 véhicules entre les États-Unis et le Canada.
En mai 2010, un recours collectif a été déposé contre la Ford Motor Company, procédant au rappel de Ford. Cette action en justice a été déposée par le demandeur Aaron Martin contre le défendeur Ford Motor Company. Dans cette action en justice, des documents ont été présentés et montraient que les essais de Ford sur l'essieu Benteler en mars 1998 avaient entraîné la défaillance de deux des onze essieux testés. En août 1998, Ford a déterminé que la cause de cette défaillance était un traitement thermique inapproprié. En septembre 1998, le fabricant d'essieux, Bentley Automotive, était d'accord avec les conclusions de Ford. En octobre 1999, les documents internes de Ford montrent que des tests en laboratoire ont prouvé que la durée de vie des essieux pouvait être doublée par un traitement thermique, mais cela nécessiterait un coût de réoutillage initial et entraînerait une augmentation du coût de la pièce de 3,45 $. Aucun changement n'a été apporté jusqu'en mars 2003.

#### Corrosion du sous-châssis
En mars 2011, la National Highway Traffic Safety Administration et Ford ont annoncé un autre rappel de Ford Windstar en raison de problèmes de corrosion. 425 288 monospaces Windstar de l'année modèle 1999-2003 vendus à l'origine ou actuellement immatriculés dans certains états froid font partie du rappel. Le problème concerne la rouille du sous-châssis. La plus grande partie de la corrosion se produit du côté passager du sous-châssis. Si le sous-châssis s'effondre pendant la conduite, le véhicule pourrait potentiellement perdre tout contrôle de la direction et se retrouver dans un accident. Selon l'action #PE10026 de la NHTSA, certains propriétaires de Ford Windstar ont vu leur essieu moteur se détacher de la transmission. Ford propose un moyen de transport alternatif aux propriétaires si leur véhicule est dangereux à conduire. Si le monospace ne peut pas être réparé, Ford rachètera le véhicule.

### Résultats des tests de collision de l'IIHS
Le Ford Windstar de 1999-2003 a reçu la note «Acceptable» de l'IIHS pour des performances structurelles correctes, des blessures modérées au pied gauche et un contrôle correct du mannequin. Bien que la plupart des véhicules redessinés surpassent leurs prédécesseurs pour réduire les coûts d'assurance et les blessures possibles du conducteur, cette génération de Windstar n'a pas été aussi performante que son prédécesseur de la première génération. La NHTSA a attribué au monospace une note globale de 5 étoiles aux tests de collision frontale et latérale.

### Ventes américaines annuelles
| Année civile | Ventes américaines totales |
| ------------ | -------------------------- |
| 1999         | 213,844                    |
| 2000         | 222,298                    |
| 2001         | 179,595                    |
| 2002         | 148,875                    |
| 2003         | 113,465                    |

## Troisième génération (Ford Freestar; 2004-2007)
Pour l'année modèle 2004, la troisième génération du Ford Windstar est sortie; dans le cadre d'un changement au milieu des années 2000, la gamme de modèles des voitures Ford avaient des plaques signalétiques commençant par la lettre «F», le Windstar a été rebaptisé Ford Freestar. La marque américaine Mercury affichera au catalogue une version plus luxueuse, baptisée Mercury Monterey, qui n'aura qu'un succès limité.
Partageant la plate-forme V avec le Ford Windstar de 2000-2003, la principale initiative de la refonte de 600 millions de dollars était axée sur la fiabilité de la transmission, un problème qui affligeait le Windstar depuis son introduction en 1994. Dans son développement, le Freestar a vu l'ajout d'essieux moteurs plus résistants, de plus gros roulements de roue et la standardisation des freins à disque aux quatre roues. Les moteurs V6 de 3,0 L et de 3,8 L ont tous deux été retirés au profit de deux nouveaux moteurs. Aux États-Unis (uniquement), le Freestar était propulsé par un V6 de 3,9 L de 193 ch (partagé avec la Ford Mustang) tandis qu'un V6 de 4,2 L de 201 ch en option (le moteur de base du Ford E-150) était de série au Canada et dans les monospaces d'exportation. Les moteurs V6 de 3,9 L et de 4,2 L étaient tous deux des versions agrandies du V6 de 3,8 L de longue durée. Dans le cadre de l'initiative visant à améliorer la fiabilité de la chaîne cinématique, la transmission automatique à 4 vitesses a été améliorée pour améliorer les changements de vitesse et la fiabilité.
Lors de la refonte, le Ford Freestar a subi un léger lifting extérieur. Tout en conservant une grande partie de la ligne de toit du Windstar de la génération précédente, en s'éloignant du langage de conception New Edge, le Freestar a adopté des éléments de style de plusieurs véhicules Ford, notamment le Ford Explorer, le Ford Freestyle et la Ford Five Hundred. Passant du tableau de bord incurvé caractéristique du précédent Ford Windstar, le Ford Freestar a adopté un tableau de bord plat, partageant de nombreux éléments de conception avec la future Ford Five Hundred. Conformément à un certain nombre de monospaces concurrents, le Ford Freestar a introduit un siège de troisième rangée qui se replie à plat dans le sol.

### Niveaux de finition
Le Freestar reportait une grande partie des niveaux de finition du Windstar, à deux exceptions près. Les niveaux de finition «LX» et «Sport» ont été abandonnés au profit des finitions «SES» et «S».
- S (2004-2005) inclus : Rembourrage en tissu, moteur V6 de 3,9 L, jantes en acier de 16" avec enjoliveurs, entrée sans clé, une chaîne stéréo AM/FM, serrures électriques, vitres électriques avec vitre côté conducteur automatique, pédales réglables, prise de courant et portes coulissantes manuelles.
- SE (2004-2007) inclus : Moteur V6 de 3,9 L, sièges sur trois rangées, climatisation arrière (dans les modèles de 2006-2007), une radio AM/FM avec lecteur monodisque, horloge numérique et quatre haut-parleurs, rétroviseurs, serrures et vitres électriques, vitres arrière teintées, entrée sans clé et jantes en acier de 16" avec enjoliveurs.
- SES (2004-2005) ajoute : Jantes en alliage sport de 16", climatisation trizone et siège conducteur à réglage électrique.
- SEL (2004-2007) ajoute : Moteur V6 de 4,2 L, siège conducteur à 6 réglages électriques, console au pavillon, volant gainé de cuir avec commandes audio, une chaîne stéréo AM/FM avec lecteurs cassettes/monodisque (cassette retirée en 2006) et horloge, commandes audio aux sièges arrière, climatisation de grande capacité et jantes en alliage de 16".
- Limited (2004-2007) ajoute : Lampes de lecture à la 3ème rangée, une chaîne stéréo AM/FM avec lecteur monodisque/cassette (plus tard, une chaîne stéréo AM/FM avec lecteur monodisque et un volume asservi à la vitesse et des commandes audio à l'arrière), horloge analogique, rétroviseurs avec clignotants, feux de virage, centre de messagerie, portes coulissantes électriques, climatisation automatique et jantes en alliage de 17" (plus tard, jantes en alliage plaquées de 16").

### Résultats des tests de collision de l'IIHS
Le Ford Freestar de 2004-2007 a reçu une note «Bien» dans le test de collision frontale décalé de l'IIHS et a surpassé le Ford Windstar de 1999-2003, mais il a entraîné des blessures modérées, uniquement à la tête et au cou. Dans les tests de choc latéral, il a reçu une note «Mauvais» sans les airbags latéraux optionnels pour des performances structurelles médiocres, des blessures potentielles à la tête et au cou et des forces élevées sur le torse du conducteur, mais il s'en est mieux tiré avec les airbags latéraux, gagnant une note «Acceptable», mais il a entraîné une blessure modérée à la tête et au cou du conducteur.

### Ventes américaines annuelles
| Année civile | Freestar | Monterey |
| ------------ | -------- | -------- |
| 2003         | 15,771   | 2,213    |
| 2004         | 100,622  | 17,407   |
| 2005         | 77,585   | 8,166    |
| 2006         | 50,125   | 4,467    |
| 2007         | 2,390    | 700      |

### Récompenses
En 2009, le Freestar de 2005 a obtenu la deuxième place dans l'étude de fiabilité des véhicules de J.D. Power, derrière le Dodge Caravan.